# كأس السوبر الألباني 2015
بطولة كأس السوبر الألباني 2015 هي النسخة الثانية والعشرون من بطولة كأس السوبر الألباني ، لعب يوم 12 أغسطس 2015 في الاستاد الوطني بتيرانا ، بين فريق سكندربيو كورتشه الفائز بالدوري وفريق إياتشي الفائز بكأس ألبانيا. وقد انتهت المباراة بفوز إياتشي بالمباراة بنتيجة 8–7 بركلات الترجيح بعد انتهاء الوقتين الأصلي والإضافي بالتعادل الإيجابي بين الفريقين بهدفين لكل منهما ليحصد لقبه الأول في تاريخ البطولة.

## التفاصيل
| سكندربيو كورتشه                           | 2–2 (ب.و.إ.) | إياتشي                                  |
| ----------------------------------------- | ------------ | --------------------------------------- |
| صالحي 65' (بالقدم اليمنى)، 74' (ضربة رأس) |              | أدينيي 11' (ركلة.)، 51' (بالقدم اليمنى) |

| سكندربيو كورتشه | إياتشي |

| الحكام المساعدون: إليير دوياندو ميفتاري الحكم الرابع: تسيابي | قوانين المباراة - 90 دقيقة. - 30 دقيقة من الوقت الإضافي إذا لزم الأمر. - ركلات جزاء ترجيحية إذا استمرت النتيجة متعادلة. - ستة لاعبين بدلاء يتم تسجيل أسمائهم. - يمكن استخدام ثلاثة منهم على الأكثر. |